# François d'Aix de La Chaise
Pour les articles homonymes, voir Père Lachaise.
François d'Aix de La Chaize, né le 25 août 1624 au château d'Aix, près de Saint-Martin-la-Sauveté et mort le 20 janvier 1709 à Paris, est un prêtre jésuite français.
Plus connu sous le nom de père de La Chaize, ce jésuite fut le confesseur du roi Louis XIV pendant trente-quatre ans. 
Son nom — orthographié père Lachaise — est attaché au plus grand et plus célèbre cimetière de Paris, le plus important au monde par la qualité et la quantité des personnes qui y reposent, créé dans une ancienne propriété jésuite où il avait résidence.

## Les premières années
Fils de Georges d'Aix, seigneur de La Chaize, et de Renée de Rochefort, il est, par son ascendance paternelle, petit-neveu du père Coton, confesseur d'Henri IV (Georges d'Aix est le fils de Guillaume de La Chaize d'Aix et de Jeanne-Marie Coton, une sœur du père Coton). Sa famille est originaire du Roannais. C'est après des études au collège jésuite de Roanne qu'il entre chez les Jésuites en 1639.  
Sa formation de jésuite terminée il est nommé professeur d'humanités et de philosophie au collège de la Trinité de Lyon, qui est tenu par des jésuites et dont il devient le recteur quelques années après. Numismate réputé, spécialiste des monnaies antiques, il fonde le médailler du collège de Lyon, en même temps qu'il enrichit sa collection personnelle (les deux cabinets, qui ne se confondent pas, sont cités par le numismate Jean Foy-Vaillant). Il emporte ses médailles à Paris et les lègue à la maison professe des jésuites.
En 1674, il est choisi par le général Giovanni Paolo Oliva comme provincial des jésuites de la province de Lyon, un poste qu'il n'assume que quelques mois puisqu'il est alors choisi pour remplacer Jean Ferrier comme confesseur de Louis XIV sur suggestion de Nicolas de Neufville, duc de Villeroy, frère de l'archevêque de Lyon.

## Confesseur du roi
C'est en 1675 qu'il devient confesseur du roi Louis XIV. Il exerce sur celui-ci une influence modératrice dans la lutte contre le jansénisme et de nombreux seigneurs tentent d'approcher le roi par son intermédiaire. Il modère également l'action du roi lors de la révocation de l'édit de Nantes en octobre 1685. 
Ce serait lui qui aurait marié secrètement le roi à Madame de Maintenon en 1683 après la mort de Marie-Thérèse d'Autriche.
Le père La Chaize ne réside pas au palais de Versailles, mais à la maison professe près de l'église Saint-Paul à Paris, conformément à la règle des Jésuites ayant une fonction officielle. Il est inhumé dans la crypte de cette église. Il se rendait chaque semaine en carrosse à Versailles.
De 1701 à 1709, il est membre de l'Académie royale des inscriptions et médailles.
Affaibli par les infirmités de l'âge, il demande plusieurs fois à son pénitent Louis XIV la permission de se retirer. Le roi n'accepte qu'en 1709, très peu de temps avant sa mort. Le père Le Tellier, également jésuite, lui succéda.

## Le cimetière du Père-Lachaise

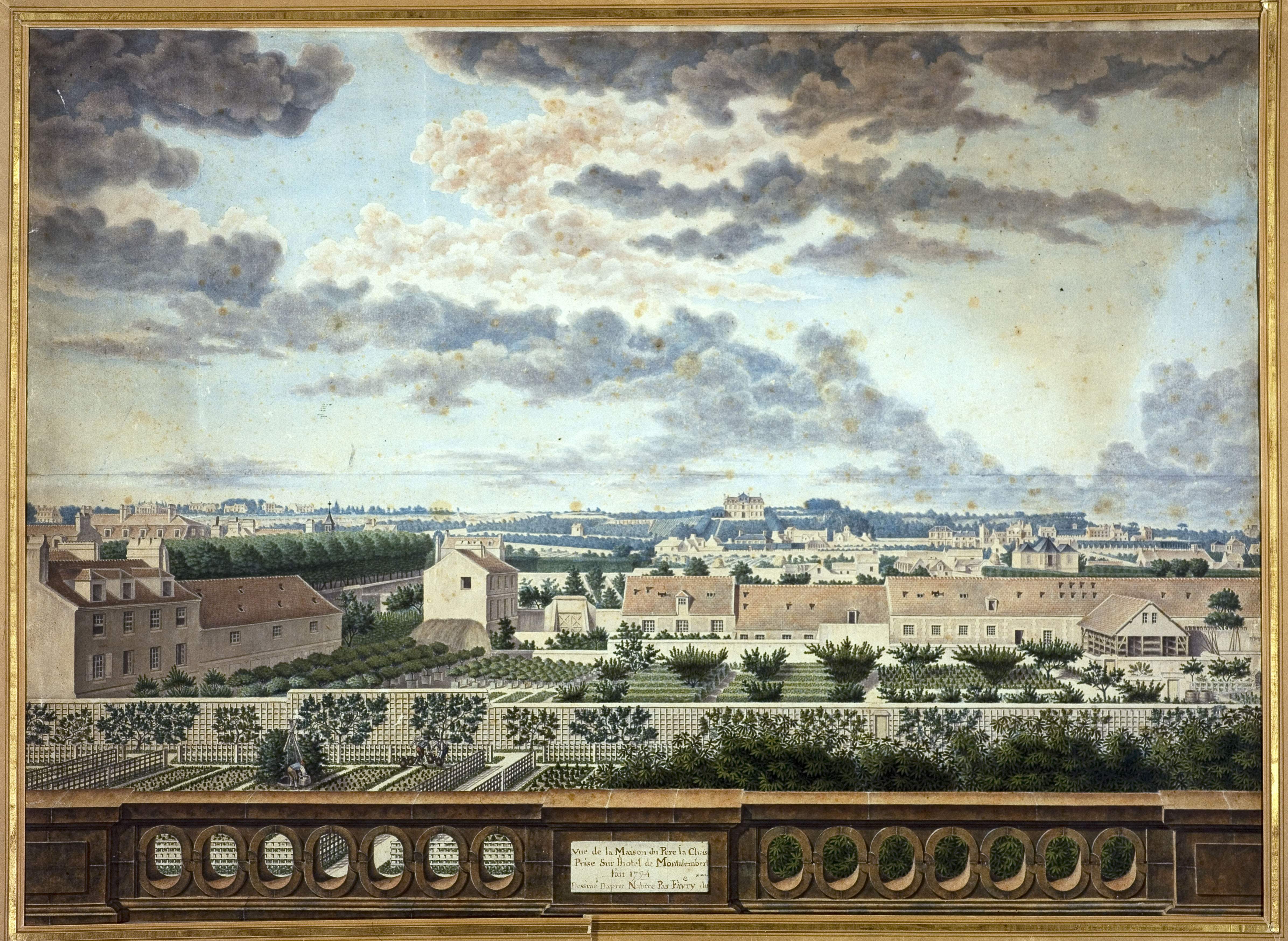
Maison du père La Chaise vue de l'hôtel de Montalembert, entre la rue Basfroi et la prison de la Roquette.

Les terres autour de la maison de campagne que les jésuites possédaient au Mont-Louis, à proximité du Paris d'alors, sont largement étendues par la générosité du souverain. Le confesseur s'y retire fréquemment. Son frère, le comte de La Chaize, y donne des fêtes, contribuant à l'embellissement du domaine. Cela permet, près d'un siècle après la mort de François d'Aix, de disposer d'un terrain assez vaste pour constituer le premier cimetière civil de Paris.
Resté très populaire au cœur des Parisiens, ce nom de Père-Lachaise contribue pour beaucoup à l'adoption par les Parisiens de ce nouveau cimetière (dénommé auparavant administrativement cimetière de l'Est), qu'ils avaient à ses débuts « boudé » pendant longtemps.